# Porqueres
Porqueres is een gemeente in de Spaanse provincie Girona in de regio Catalonië met een oppervlakte van 34 km². Porqueres telt 4.530 inwoners (1 januari 2016).

## Demografische ontwikkeling
Bron: INE, 1857-2011: volkstellingen
Opm.: In 1857 werden de gemeenten Marlant, Mata, Pujarnol en Usall aangehecht